# Nu i tysta skuggan fången
Nu i tysta skuggan fången är en aftonpsalm, skriven 1683 av Erik Lindschöld.
Psalmen fanns med i Jesper Swedbergs psalmbok 1694, men togs inte med i 1695 års psalmbok. I en bearbetning av Johan Olof Wallin kom den dock med i senare psalmböcker i en version med fyra verser. Den bearbetades på nytt 1981 av Augustin Mannerheim, som gick tillbaka till originalet och utökade texten till sex verser. Musiken är skriven 1661 av Wolfgang Wessnitzer.

## Publicerad i
- 1819 års psalmbok som nr 437 under rubriken "Med avseende på särskilda personer, tider och omständigheter: Morgon och afton: Aftonpsalmer" (med titelraden Jag i tysta skuggors timmar).
- 1937 års psalmbok som nr 437 under rubriken "Afton" (med titelraden Jag i tysta skuggors timmar).
- 1986 års psalmbok som nr 504 under rubriken "Kväll".